# バス学校爆破事件

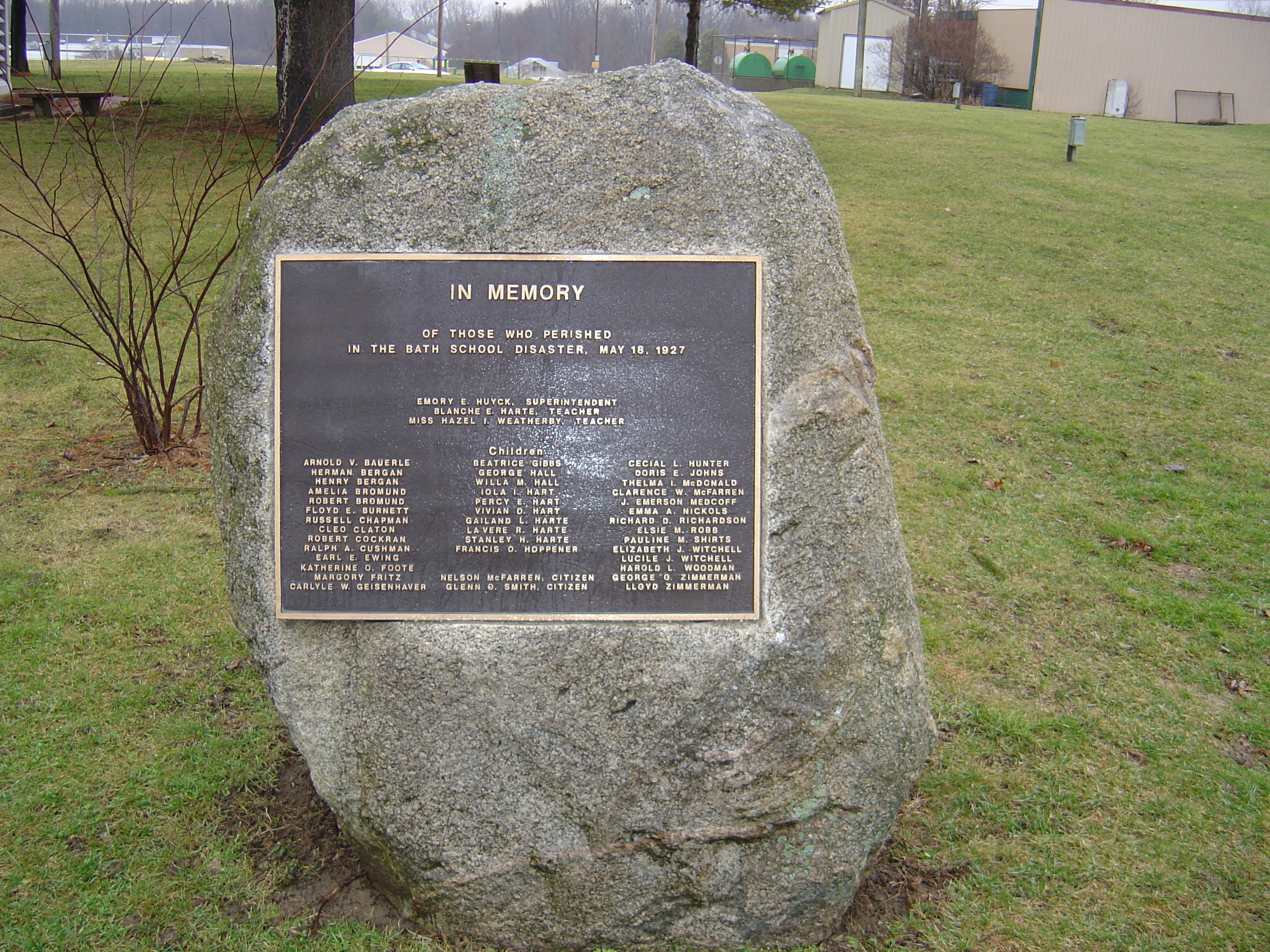
事件現場の跡地に造られた公園の入口にある、犠牲者の名を刻んだ碑

バス学校爆破事件（バスがっこうばくはじけん、英語: the Bath School disaster）とは、1927年5月18日、アメリカ合衆国ミシガン州のバス（Bath Township）で発生した爆破事件。45人が死亡、58人が負傷し、犠牲者の大半は爆破されたバス統合学校（Bath Consolidated School）の生徒達（7歳～12歳）であった。アメリカ合衆国史上、学校で発生した大量殺人としては犠牲者数が最多のものである。犯人は当地の教育委員会の委員であったアンドリュー・フィリップ・キーホー（Andrew Philip Kehoe）。キーホーは、学校の校舎建設のために新たに課された財産税に腹を立てており、自分の経済状況の厳しさを理由にこの増税に対する不服を申し立てていたが、所有する農場が強制執行の対象となった。この件がキーホーの犯行の動機となった。

## 概要
最初に自分の妻を殺害したキーホーは、5月18日の朝に自分の農場の建物を爆破した。消防士がキーホーの農場に到着した頃、爆発で学校の校舎の北側が破壊され、中にいた多くの人々が死亡した。爆破に使われたのは、ダイナマイトと大量のパイロトール（第一次世界大戦中から使用され始めた無煙火薬の一種）であり、キーホーが何ヶ月もかけて学校内に秘かに仕掛けたものであった。救助隊が学校に到着した頃、キーホーは学校に自動車で到着、自分の自動車を爆発させて自殺した。その際、校長らが巻き添えになって死亡したほか、数人が負傷した。救助活動が懸命に続けられている中、校舎南側の地下室からさらに230kgものダイナマイトとパイロトールが救助隊により発見された。

## 犯行の背景

### バス郡区

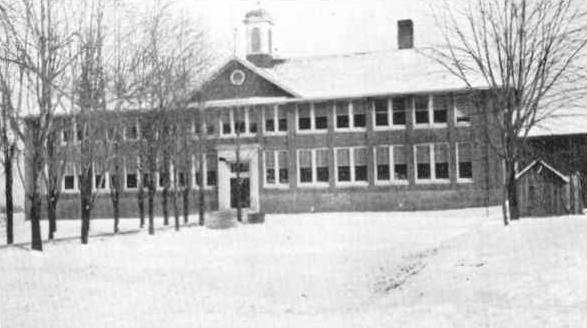
爆破される前のバス統合学校

バス郡区は、ミシガン州の州都ランシングから北に16km離れた小さな町。1920年代初めまで、バスは農業地帯であった。1922年、バスの有権者達は統合学校の建設を決定した。開校時には第1学年から第12学年まで合計236人の生徒が入学した。
20世紀に入ると、アメリカやカナダにおけるワン・ルーム・スクール（教室1つのみからなる学校。全生徒が1人の担任教師の授業を1つの教室で学習する）は衰退しはじめた。バス郡区の教育者達は、子供達がより良質な教育を受けることができるよう、学年（年齢）別に分けられた複数の学級からなる、高い品質の施設を持つ「統合学校」の設立が必要であると考えた。何年間もの議論の末、バス郡区は新学校設立のためのプロジェクトを発足させ、新たに財産税を土地所有者に課すことにより校舎建設資金を調達することにした。新たに財産税を課された土地所有者の1人がアンドリュー・キーホーであった。

### アンドリュー・キーホー

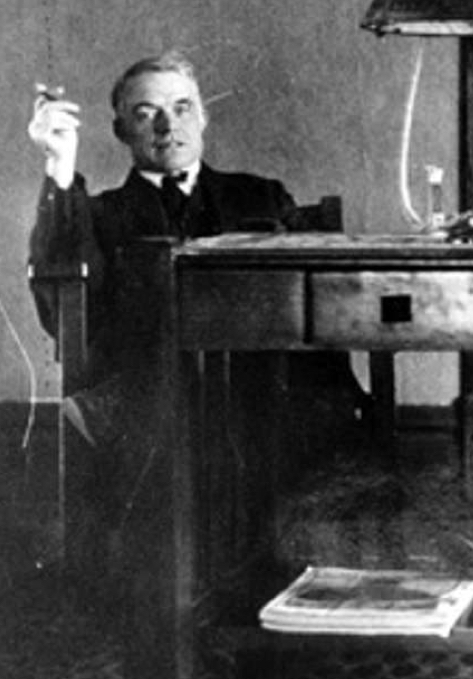
アンドリュー・キーホー

アンドリュー・キーホーは1872年2月1日、ミシガン州のテカムセ（Tecumseh）で生まれた。母はまだキーホーが幼い頃に死亡したため、父は再婚している。伝えられているところによると、キーホーはこの継母と仲が悪かったという。キーホーが14歳の時、燃料のオイルの炎が継母に燃え移り、火傷を負う事故があった。キーホーはバケツの水で消火する前の数分間、火に包まれる彼女の姿を見つめていたという。継母は後にこの時の火傷により死亡した。
地元の高校を経て、ミシガン州立大学を卒業したキーホーは、1912年にエレン・"ネリー"・プライス（Ellen "Nellie" Price）と結婚し、1919年にバスのはずれにある農場を購入して移り住んだ。キーホーは近隣の住民からは「教養があるが、それをしきりにひけらかしたがり、自分の意見に従わない人に非寛容な人物」と思われていた。彼らの語るところでは、キーホーは自分の農場の動物にも暴虐的で、一度は馬を殴って殺してしまったこともあるという。
キーホーは倹約家であるという評判のため、1924年には教育委員会の収入役に選出された。在任中、キーホーは減税のために果てなく戦った。キーホーは以前から新たに課された財産税について、自分の家の経済状況が苦しいという理由で不服を申し立てており、バス統合学校の校長エモリー・ヒューイック（Emory Huyck）を、経営上失策を犯したとして繰り返し非難していた。
妻ネリーは事件発生の頃には、慢性的な結核を患っており、彼女の度重なる入院は、キーホーが多額の負債を抱える要因の一つになった。キーホーは火災保険や債権者への支払いを止めたため、農場に抵当権を持っていた債権者達はキーホーの農場を差し押さえるに至った。

### 爆発物の購入と設置
キーホーがいつこのような行動を思いつき、実行を計画したのかはっきりとは分からない。後に行われた捜査では、学校でのキーホーの行動や爆発物の購入時期等から、遅くとも事件の1年前からは計画されていたと結論付けられている。
1926年の冬、教育委員会はキーホーに校舎内の補修を行うよう求めた。多くの人々から優秀な「何でも屋」と見なされていたキーホーは、電気設備にも詳しいことで知られていた。設備の補修を委託された教育委員会の委員として、キーホーは学校に自由に出入りが出来たうえ、校内に彼がいるのを見ても不審に思う者は誰もいなかった。
1926年の初夏、キーホーはパイロトールを1トン以上も購入した。当時パイロトールは、農場経営者の間では地面掘削用として普通に用いられていた。1926年11月、キーホーはランシングに自動車で出掛け、スポーツ用品店でダイナマイト2箱を購入した。ダイナマイトも農場では普通に使用されるものであるうえ、キーホーはダイナマイトを少しずつ、様々な店で時期をずらして購入したため、周囲から疑われることはなかった。後にキーホーが自分の農場を爆破した際に、爆発音を聞いた周辺の住民達は、以前にキーホーが木の切り株の除去にダイナマイトを使用していると話していたことを思い出したという。

## 事件当日
キーホーは事件に先立ち、その後の犯行をほのめかすような発言をしている。例えば、事件の数週間前に使用人に給与を支払った時には、「きみ、この給料は大切にしろよ。なぜならこれはきみが受け取る最後の給料かもしれないからね。」と述べている。また、教師の1人がキーホーに電話で、自分の学級のピクニックのために手袋を貸してもらえないか尋ねた際には、「ピクニックに行きたいのなら、すぐに行った方がいい」とも発言している。
事件前日、キーホーは古くなった道具や、釘、さびた農業用機械、シャベルなどの金属製品をはじめ、爆発の際に飛び散って被害を与えることができるあらゆるものを自動車の後部座席に目一杯詰め込んだ。後部座席が一杯になると、キーホーは大量のダイナマイトと装填されたライフル銃を前部座席に積み込んだ。
キーホーの妻ネリーが入院していた病院の記録によれば、彼女は事件2日前の5月16日にこの病院を退院している。退院後から事件までの間のいずれかの日に、キーホーは妻の頭部を鈍器（正確に何であるかは不明）で殴打して殺害した。後に彼女の遺体は、農場の鶏小屋の後に置かれた手押し車に乗せられているのを発見された。 その手押し車の周りには銀製品や宝石類、金属製の金庫が積み上げられていた。金属製の金庫の隙間からは、焼けた紙幣の灰も見えていたという。キーホーは農場中に導線を張り巡らせ、全ての建物内に自家製のパイロトール爆弾を仕掛けていた。農場の動物達はすべて、囲いに縛り付けられていた。爆発後の火災により動物達が確実に焼け死ぬことを意図していたのである。

### 1回目の爆発
午前8時45分頃、キーホーは農場内の爆弾を爆発させ、彼の自宅は煙突を残して跡形なく吹き飛んだ。周辺の住民が火災に気付き、地域中のボランティアの消防団員がキーホー宅へ急行した。

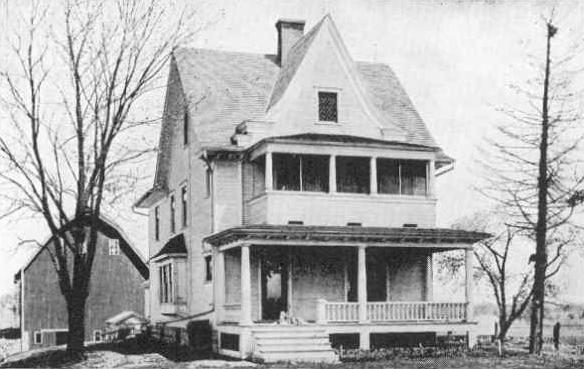
爆破前の写真
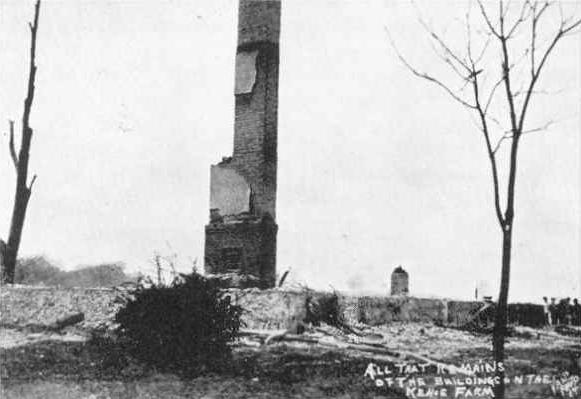
爆破後の写真

### 2回目の爆発

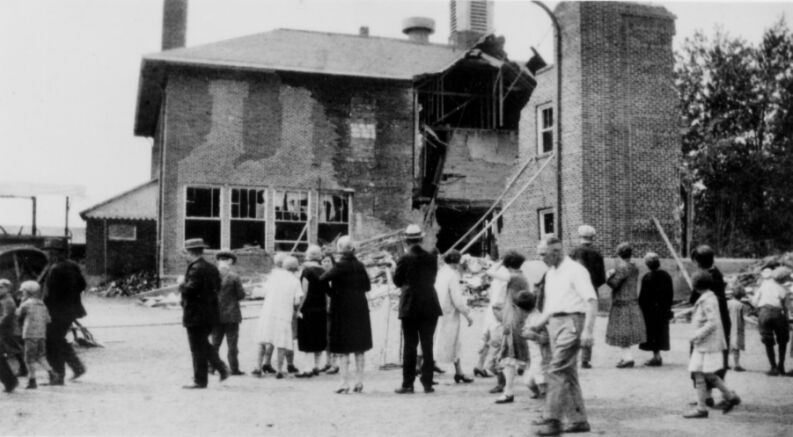
爆破されたバス統合学校

午前9時45分、爆破音が学校から聴こえた。キーホー宅に向かっていた救助員達は引き帰し、学校に向かうことになった。また、生徒の両親達も学校に集まりはじめた。
第1学年の教師がAP通信の記者に語ったところでは、爆発は恐ろしい地震のようであったとのことである。
校舎の北側部分が崩壊し、校舎の外壁の多くは崩れ落ちた。屋根の先端は地面に落下した。キーホーの隣人のある男性は、こう証言している。
この男性は自分の農場に引き帰し、生徒達に被さっている瓦礫を動かすのに必要な太いロープを農場の屠畜場から持って来ることにした。そのすれ違い様に、キーホーが自動車で学校に向かって行くのを目撃している。
爆発現場の学校は混乱を極めていた。目撃者の1人は次のように語っている。

### 3回目の爆発
学校での爆発からおよそ30分後に、キーホーは自動車で学校にやって来て校長のヒューイックを見つける。キーホーは校長を自分の自動車へ呼び寄せた。目撃者の証言によると、ヒューイックがキーホーの自動車に近付いた時に、キーホーはライフルを取り出して後部座席に発砲したという。その発砲によってか、あるいは別の理由によってかは不明だが、その時に車内のダイナマイトが爆発した。この爆発によりキーホー、校長が死亡したほか、巻き添えで地元の郵便局長、そして郵便局長の義父で引退した元農場経営者も死亡した。ある第2学年の8歳の少年は、崩壊した学校から抜け出したところを、この爆発により飛んできた金属片が当たって死亡した。他にも数人がこの時の爆発により負傷している。
キーホーの自動車が爆発した時のことを、前述のキーホーの隣人の男性は次のように述べている。
ある路面作業員の親方は、最後の爆発の時のことを次のように回想している。

## 復旧と救助活動
医師や葬儀業者、病院、その他救助に必要な者への連絡のため、電話交換手達は電話局内に缶詰となった。ランシング消防署は現地に3人の署員と、消防車を派遣した。
地元の医師J・A・クラム博士と看護師の妻は、第一次世界大戦に従軍した後、バスに戻り薬局を開業していた。学校での爆発発生後、クラム夫妻は自分達の薬局をトリアージを行う場所として提供した。死亡した者は、遺体安置所となっていた町の役所に搬送された。生存者やその家族を病院に搬送するため、一般の市民からは、所有する自動車を臨時の救急車として使用させてくれる者が募集された。事件当日の午後には13台の自動車が、遺体を役所から葬儀業者へ搬送するために使用された。
何百人もの人々が一日中、瓦礫の下敷きになっている子供達を救出するために働いた。地元の建設業者は社員を全員救援活動に参加させたほか、多くの普通の人々が、現場で救助を求める人達に手を差し伸べた。やがて、34人の消防士とランシング消防署の署長が救援に到着し、ミシガン州警察の警察官達が周辺の交通整理に当たった。死者や負傷者はランシングのスパロウ･ヘルス・システム病院（Sparrow Health System）とセント・ローレンス病院（St. Lawrence Hospital）に移送された。セント･ローレンス病院は、ランシングのオールズモビルの工場「ランシング・カー・アッセンブリー」（Lansing Car Assembly）の支配人、ローレンス・プライスの出資により建設されたもので、プライスはキーホーの妻ネリーのおじである。
ミシガン州知事フレッド・グリーン（Fred Green）も午後には現場に到着、救援活動に参加して瓦礫を学校敷地から運び出す作業に当たった。ランシングの製パン業者、ローレンス・ベーキング・カンパニー（Lawrence Baking Company）は、トラックにパイやサンドウィッチ等を満載して役所に届け、救援活動に従事している人々への差し入れとした。

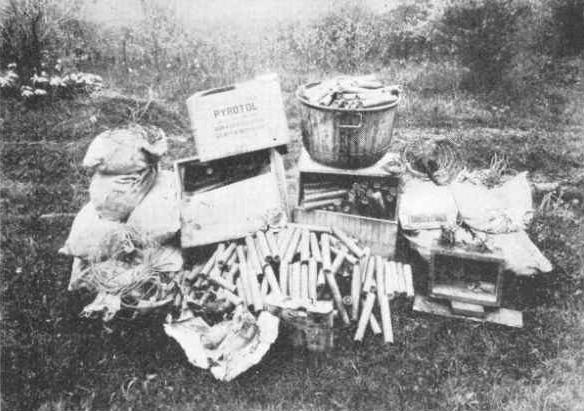
キーホーが校舎南側に仕掛けていた爆発物

爆発により校舎の北側部分が破壊されたが、さらに救助隊は校舎の南側からキーホーが仕掛けていた、まだ爆発していない約230 kgのダイナマイトを発見した。このため救援活動が中断され、ミシガン州警察がこれらの爆発物の無力化を行った。爆発物の処理が終わり、校舎内から爆発物が一掃された後に復旧活動が行われた。
校舎南側からは州警察によりさらに、目覚まし時計に接続された爆発物が、まだ爆発していない状態で発見された。時計は北側で爆発があったのと同じ時刻、午前9時45分にセットされていた。これらの爆発物がなぜ爆発しなかったのかを断定する事は、もはや不可能である。捜査員達は、最初の爆発によりこれらの爆発物の電気経路にショートが生じたためではないかと推測している。
警察官、消防署員は、キーホーの自宅にも火災の調査のために訪れた。キーホーの農場の焼け跡から、焼け焦げた遺体が発見されたが、それがキーホーの妻ネリーであると判明したのは、翌5月19日になってからであった。遺体は激しく損傷しており、前日にもそばを人々が通りかかったが、遺体に気付いた者は誰もいなかった程である。
キーホーの農場内の建物は全て破壊され、納屋に閉じ込められていた農場の動物は全滅した。皮肉なことに、農場内に残っていた未使用の設備、道具類の総額は、キーホーの負債を補うには充分であることが分かった。また、捜査員達は、キーホーの最期のメッセージが記された木板が、農場の柵に括りつけられているのを発見した。メッセージはステンシル（型板）を使って次のように刷られていた。
| 「 | 人は周りから犯罪者にされるのであって、生まれながらの犯罪者はいない。 （CRIMINALS ARE MADE, NOT BORN） | 」 |

## 事件の余波
クラム夫妻の薬局で活動したアメリカ赤十字社は、犠牲者への救援や慰安活動を率先して行った。事件当日アメリカ赤十字社のランシング支部は、電話対応や死者及び負傷者リストの更新、情報の提供、翌日の救援活動の準備のため、夜11時30分まで稼動した。
赤十字社はまた、負傷者の医療費や死者の埋葬費用に充てられる義援金の募集も行った。数週間の間に5,284ドル15セントの義援金が集められ、その中にはミシガン州クリントン郡政府からの2,500ドル、ミシガン州政府からの2,000ドルも含まれていた。 この事件の時はコロンバイン高校銃乱射事件の時と違い、パイロトールの流通が禁じられた以外には、州政府や連邦政府により同様の事件の再発防止のため、法的な措置が取られることはなかった。
事件の翌日からの数日間に、犠牲者達の合同葬が執り行われ、中でも5月22日の土曜日に執り行われた合同葬は、犠牲者18人を弔う最大規模の葬儀であった。事件は全国紙の第1面で扱われ、ミシガン州の地元紙では、5月23日にミシガン州出身のチャールズ・リンドバーグが大西洋単独無着陸飛行を達成したニュースが報道されるまで、第1面に掲載され続けた。
郡の郊外や近隣の州から、多数の自動車がバスを来訪するようになった。土曜日だけでも100,000台以上という、バスにとっては莫大な交通量を記録した。バスの住民の中には、この大量の自動車の往来を、悲惨な時期の最中の許しがたい邪魔者と捉える者もあったが、大半の人々は近隣の社会からの同情心や励ましの現れであると受け止めた。 クー・クラックス・クランはこの犯行について、カトリックのキーホーが「プロテスタントや無神論的な学校」に異を唱えるローマ・カトリック教会の姿勢に執着した結果である、とコメントした。

### 検視官による調査
事件発生当日には検視官が現地に到着し、この事件に関する調査を行う陪審員団に就任した。検視官による調査は翌週まで続き、バスの住民12人と、警察関係者が陪審で証言した。証人への尋問はクリントン郡の検察官が行った。キーホーが犯人であることに疑問の余地はなかったものの、陪審は教育委員会やその関係者に過失責任がないかどうかを評決するように求められたのである。
キーホーの隣人の1人（既出の男性とは別人）は、火災が発生した後、キーホーがこの隣人とその3人の息子に対し、「君達は私の友人だ。ここを出て学校に行った方がいい」と、彼らの農場から離れるよう警告したと証言した。バスの近くで働いていた電話線架設作業員の3人は、最初にキーホーの農場に行き、次に学校に行ったが、学校へ向かう途中、キーホーが彼らを追い越し、彼らが学校に到着する直前にキーホーが学校に到着するのを目撃したと証言した。彼らはその証言の中で、キーホーの自動車はカーブして学校の正面に停止し、次の瞬間には爆発して、彼らの内1人に爆発物の破片が当たったとも述べた。この証言は、キーホーが学校に到着して少ししてから校長を呼び寄せたという他の人々の証言と食い違っている。
1週間以上続いた審理の後、陪審は教育委員会とその関係者に過失がないと結論を下した。評決では、キーホーには責任能力があったため、周囲から疑われることなく計画を隠しおおせることができたと結論付けている。また、評決では学校用務員の男性にも、キーホーの計画を発見できなかったことについて責任なしとされている。
校長のエモリー・ヒューイックは、5月18日の午前中にキーホーによって殺害されたと断定された。また、学校の爆破はキーホーが誰とも共謀せずに単独で計画、実行したもので、キーホーは最終的に妻ネリーを含む計43人を殺害したと断定された。 また、キーホーの死亡は自殺によるものとされ、この時点におけるこの事件での死亡者数は、キーホーを含め合計で44人とされた。
キーホーの遺体は、彼の兄弟姉妹の1人に引き取られて葬儀を行わずに無名の墓碑の下に埋葬された。後にキーホーの埋葬場所は、クリントン郡のマウント・レスト墓地（Mt. Rest Cemetery）の貧困者埋葬区域内であることが判明している。 妻のネリーはランシングのマウント・ホープ墓地（Mount Hope Cemetery）に、実家のプライス家の墓所に埋葬された。墓碑には旧姓でプライスと記されている。
事件からおよそ3ヶ月後の8月22日、事件による負傷で入院していた第4学年の女児が手術後に死亡し、この事件における45番目の犠牲者となった。

### 再建

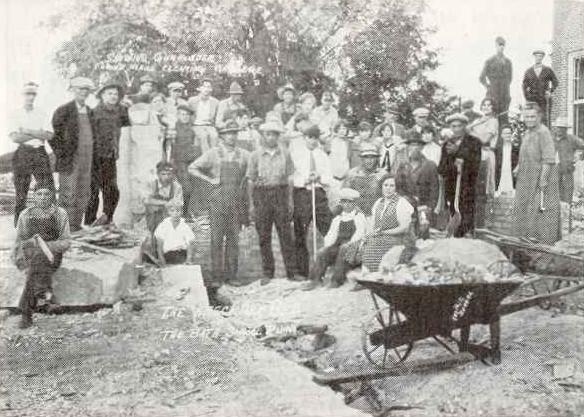
再建に携わる作業員

フレッド・グリーン州知事は一般の人々からの寄付や、州、その他地方自治体から出資を募り、バス救援基金を設立した。全米で多数の人々が基金への寄付に応じた。バス教育委員会もこれとは別に、校舎の修復のための基金を設立した。
学校は1927年9月5日に再開され、その年度の授業は公民館や村役場、商店で行われ、大半の生徒が戻ってきた。教育委員会はミシガン州ルーサー（Luther）出身のO・M・ブラント（O. M. Brant）を殺害されたヒューイックの後任として新たな校長に任命した。ランシングの建築家ウォーレン・ホームズ（Warren Holmes）が無償で設計図を提供し、教育委員会は9月14日に新校舎の建設契約を承認した。9月15日には、ミシガン州選出の共和党上院議員ジェームズ・J・カズンズ（James J. Couzens）が、個人で75,000ドルの小切手を新校舎の建設基金に寄付した。
1928年、ミシガン州出身の彫刻家カールトン・W・エンジェル（Carlton W. Angell）が、教育委員会に「猫を抱く少女」（"Girl With a Cat"）というタイトルの像を寄贈した。像は現在、爆破された学校の跡地の隣に建てられた中学校内にある、バス学校博物館（Bath School Museum）に置かれている。像の銘板にはエンジェルにより、バスの人々の勇気と決意に捧げると書かれている。像の制作費用はミシガン州の学生達による1セント募金で賄われたため、像は集められた1セント硬貨で鋳造されたと噂されたこともあった。また、同博物館には事件当日にバス統合学校に掲げられていた星条旗が展示されている。
教育委員会は校舎の破壊された部分を取り壊し、基金で集められた資金により1928年8月18日に新学校、ジェームズ・J・カズンズ農業学校（James Couzens Agricultural School）を開校させた。1975年にはこの学校も取り壊され、跡地は事件の犠牲者を記念する小さな公園となった。公園の中央には、事件当時の校舎のもので唯一保存されている丸屋根（画像）が設置されている。公園の入口には、事件の犠牲者達の名前が刻まれた青銅製の碑が置かれている。